# Aalborg Værft

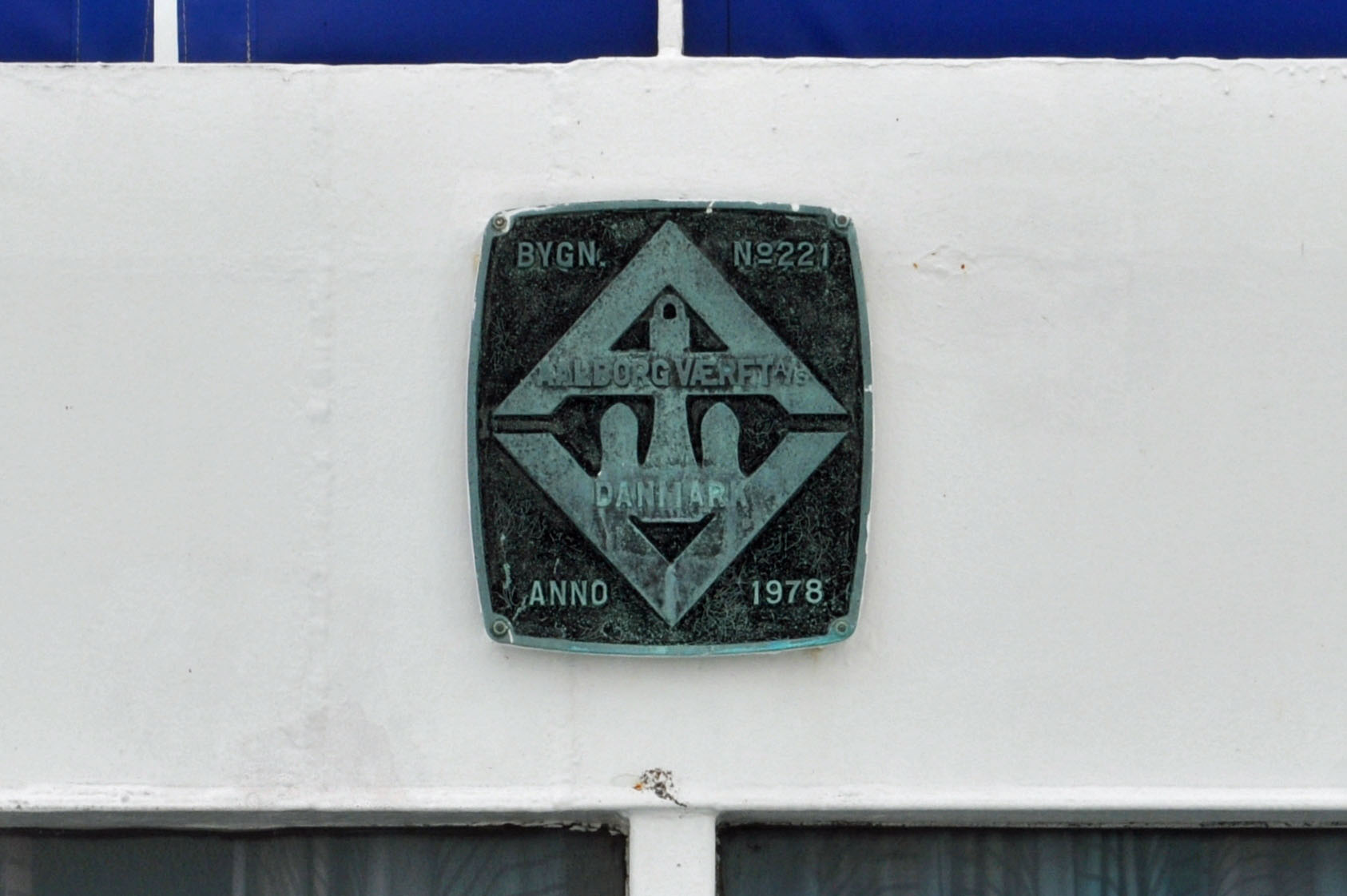
Logo der Aalborg Værft auf einem Schiff

Die dänische Aalborg Værft (Aalborg-Werft) bestand von 1912 bis 1988 in Ålborg.

## Geschichte
Gegründet wurde das Unternehmen 1912 von den Gebrüdern Stuhr als P.Ph. Stuhrs Maskin- og Skibsbyggeri (P.Ph. Stuhrs Maschinen- und Schiffbau). Die Werft war von Beginn an auf den industriellen Maschinen- und Stahlschiffsbau ausgerichtet und begann nach dem Ende des Ersten Weltkriegs auch mit der Herstellung von Schiffskesseln. 
In den 1920er-Jahren geriet das Unternehmen im Zuge der weltweiten Schiffbaukrise in finanzielle Schwierigkeiten, woraufhin die Kommune Aalborg das Unternehmen 1927 übernahm und die Werft zur Aktiengesellschaft A/S Aalborg Skibsværft (Aalborg-Schiffswerft AG) umwandelte. 
In den 1930er-Jahren firmierte das Unternehmen dann als A/S Aalborg Maskin- og Skibsbyggeri (Aalborg-Maschinen- und Schiffbau AG). 1937 übernahm die Reederei J. Lauritzen die Werft. 
In den folgenden Jahrzehnten entwickelte sich die Werft zum größten Arbeitgeber der Region. Ab 1968 wurde die Arbeit der Werften in Ålborg, Helsingør und Frederikshavn unter dem Dach der gemeinsamen Koordinierungsgesellschaft DAN-Værft A/S zusammengefasst und zum 1. Januar 1987 die Aalborg Værft, die Frederikshavn Værft und die ab 1983 nur noch als Reparaturbetrieb fungierende Helsingør Skibsværft unter dem Dach der Lauritzen-Gruppe zur Danyard zusammengeschlossen. 
Im Jahr darauf schloss der Betrieb in Aalborg seine Pforten, es gingen jedoch mehrere Folgeunternehmen (Danyard Aalborg, Aalborg Boilers, ein Stahlbauunternehmen und weitere Nachnutzer) daraus hervor. 2005 wurden schließlich bis auf eine Maschinenwerkstatt alle Gebäude und Anlagen des ehemaligen Werftgeländes abgebrochen. Das Trockendock wird weiterhin als Reparaturwerft von Danyard Aalborg betrieben.